# انزوای شفقت
انزوای شفقت (به فرانسوی: Solitude de la pitié‎) یک مجموعه داستان کوتاه از نویسنده فرانسوی ژان ژیونو منتشرشده در سال ۱۹۳۲ است. داستان‌ها به زندگی روستایی در پرووانس میپردازد. این کتاب با ترجمه ادوارد فورد به انگلیسی در سال ۲۰۰۲ منتشر شد.

## داستانها
1. انزوای شفقت
2. Prelude to Pan (Prélude de Pan)
3. Fields (Champs)
4. ایوان ایوانوویچ کاسیاکوف
5. The Hand (La main)
6. Annette or A Family Affair (Annette ou une affaire de famille)
7. در کنار جاده
8. Jofroi de Maussan (Jofroi de la Maussan)
9. Philmon (Philémon)
10. Joselet
11. Sylvie
12. Babeau
13. The Sheep (Le mouton)
14. In the Land of the Tree Cutters (Au pays des coupeurs d'arbres)
15. The Great Fence (La grande barrière)
16. تخریب پاریس
17. Magnetism (Magnétisme)
18. Fear of the Land (Peur de la terre)
19. Lost Rafts (Radeaux perdus)
20. آواز جهان